# Schismatogobius bruynisi
Schismatogobius bruynisi är en fiskart som beskrevs av De Beaufort 1912. Schismatogobius bruynisi ingår i släktet Schismatogobius och familjen smörbultsfiskar. Inga underarter finns listade i Catalogue of Life.